# Düsseldorf Volksgarten
Düsseldorf Volksgarten – przystanek kolejowy w Düsseldorfie, w kraju związkowym Nadrenia Północna-Westfalia, w Niemczech. Ma jeden peron.
| Düsseldorf Volksgarten        |  |                |
| Linia Köln Hbf – Duisburg Hbf |  |                |
| Düsseldorf-Oberbilk           |  | Düsseldorf Hbf |